# Mesotheristus circumscriptus
Mesotheristus circumscriptus är en rundmaskart som först beskrevs av Christian Wieser 1959.  Mesotheristus circumscriptus ingår i släktet Mesotheristus och familjen Monhysteridae. Inga underarter finns listade i Catalogue of Life.